# Caryonopera conifera
Caryonopera conifera är en fjärilsart som beskrevs av George Francis Hampson 1926. Caryonopera conifera ingår i släktet Caryonopera och familjen nattflyn. Inga underarter finns listade i Catalogue of Life.